# Gespanschaft Dubrovnik-Neretva
Die Gespanschaft Dubrovnik-Neretva [ˈdubrɔ̞ːʋniːk ˈnɛrɛtʋa] (kroatisch Dubrovačko-neretvanska županija) ist eine Gespanschaft in der kroatischen Region Dalmatien. Sie hat eine Fläche von 1.781 km² und 113.944 Einwohner (Stand 31. Dezember 2021). Der Verwaltungssitz ist Dubrovnik.

## Geographie
Die Gespanschaft umfasst den südlichsten Teil Dalmatiens um die Stadt Dubrovnik, die nordwestlich daran anschließende Halbinsel Pelješac, das Gebiet der Neretvamündung sowie die vorgelagerten Inseln, von denen die größten Korčula, Mljet und Lastovo sind.
Das festländische Territorium der Gespanschaft grenzt im Osten an Bosnien und Herzegowina  (Gemeinden Ljubuški, Čapljina, Neum, Ravno und Trebinje) und im äußersten Südosten an Montenegro (Gemeinde Herceg Novi). Es wird durch einen kurzen Küstenabschnitt bei Neum, den zu Bosnien-Herzegowina gehörenden Neum-Korridor, in zwei Teile geteilt. Der südliche Teil mit der Halbinsel Pelješac und Dubrovnik hat keine direkte Landverbindung zum restlichen kroatischen Staatsterritorium und bildet damit eine Exklave Kroatiens. Seit 2022 ist diese Lücke allerdings durch die Pelješac-Brücke geschlossen.

## Bevölkerung

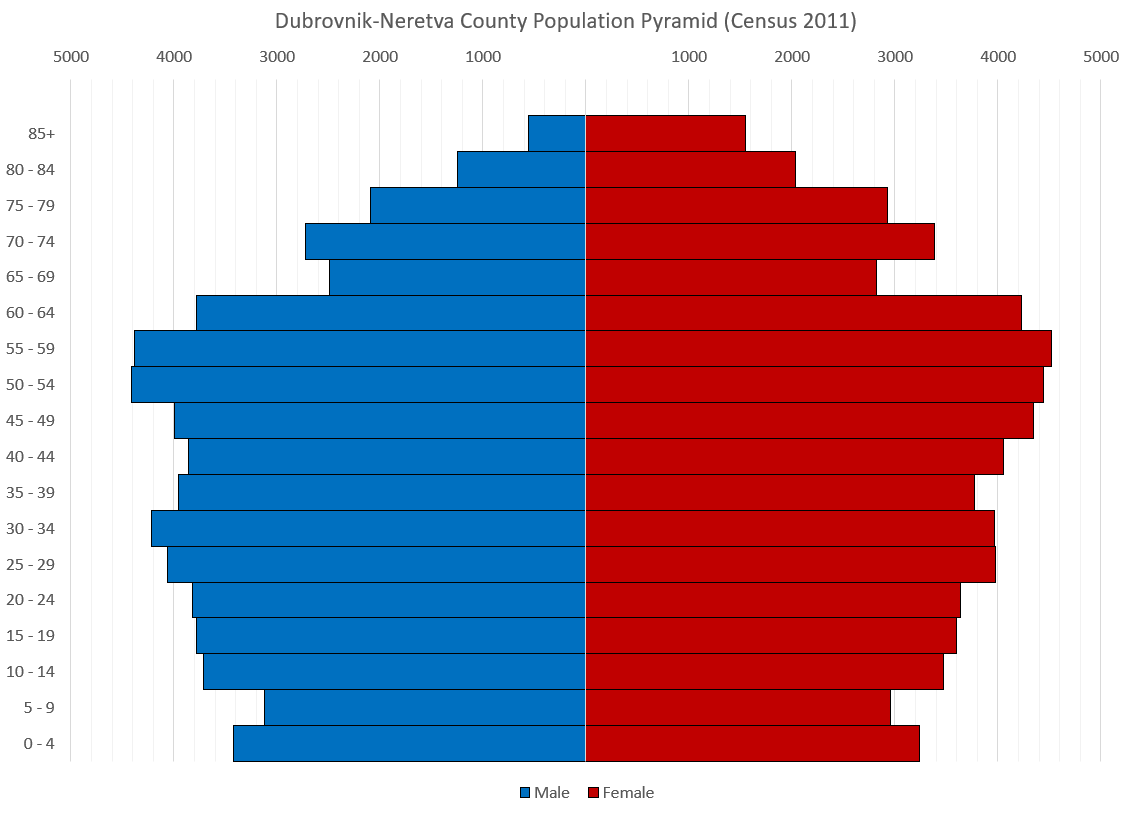
Alterspyramide der Gespanschaft Dubrovnik-Neretva (Volkszählung 2011)

Zusammensetzung der Bevölkerung der Gespanschaft Dubrovnik-Neretva nach Ethnien laut Volkszählung von 2021:
| Ethnie        | Anzahl  | Prozent |
| ------------- | ------- | ------- |
| Kroaten       | 108.888 | 94,22 % |
| Bosniaken     | 001.601 | 01,39 % |
| Serben        | 001.433 | 01,24 % |
| Albaner       | 000.308 | 00,27 % |
| Montenegriner | 000.204 | 00,18 % |
| Slowenen      | 000.126 | 00,11 % |

## Städte und Gemeinden

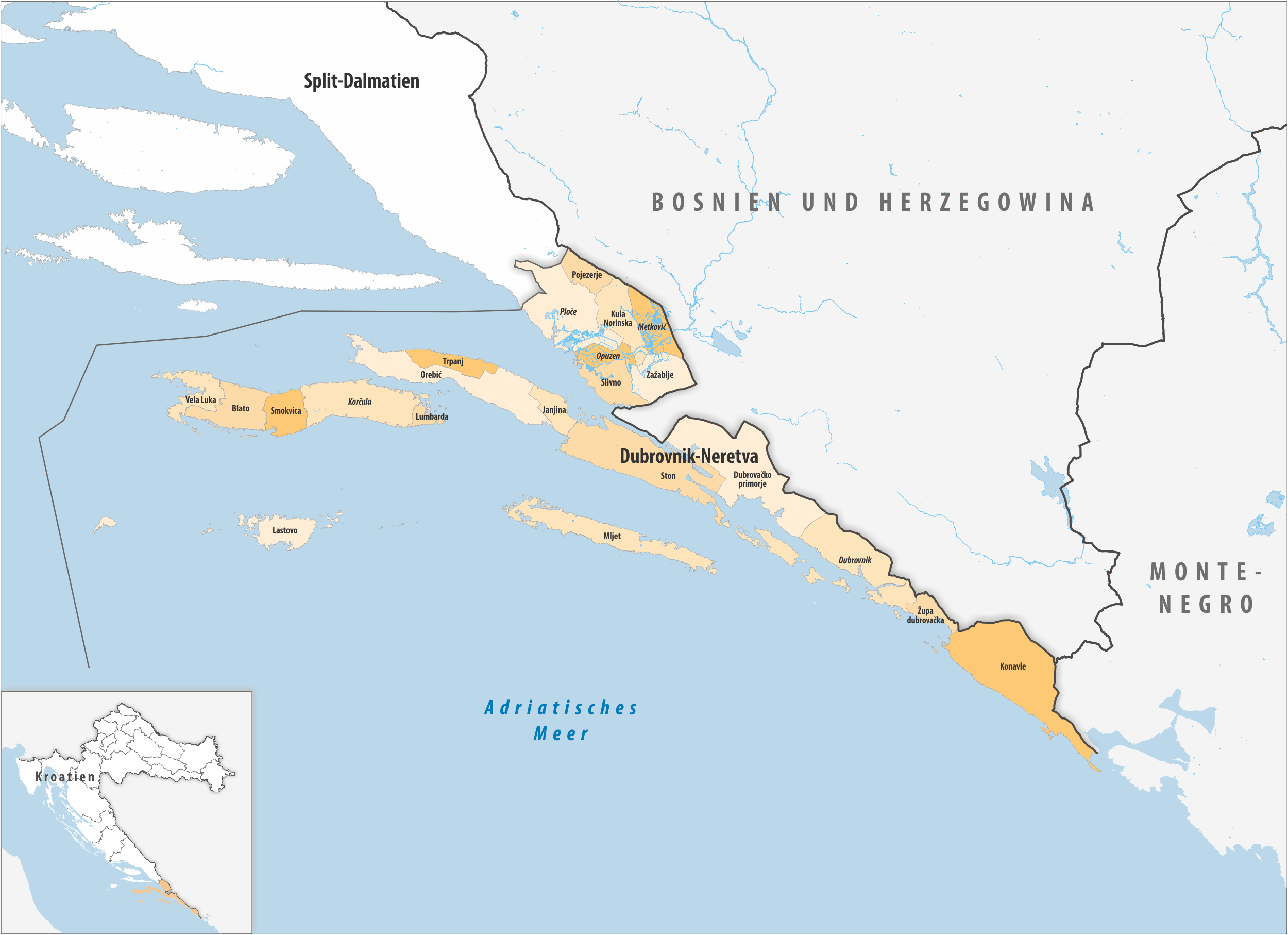
Städte und Gemeinden in der Gespanschaft Dubrovnik-Neretva

Die Gespanschaft Dubrovnik-Neretva ist in 5 Städte und 17 Gemeinden gegliedert. Diese werden nachstehend jeweils mit der Einwohnerzahl zur Zeit der Volkszählung von 2021 aufgeführt.

### Städte
| Stadt     | Einw.  |
| --------- | ------ |
| Dubrovnik | 41.562 |
| Korčula   | 05.415 |
| Metković  | 15.235 |
| Opuzen    | 02.838 |
| Ploče     | 08.220 |

### Gemeinden
| Gemeinde            | Einw. | Verwaltungssitz |
| ------------------- | ----- | --------------- |
| Blato               | 3.330 | Blato           |
| Dubrovačko primorje | 1.636 | Slano           |
| Janjina             | 0.522 | Janjina         |
| Konavle             | 8.607 | Cavtat          |
| Kula Norinska       | 1.414 | Kula Norinska   |
| Lastovo             | 0.748 | Lastovo         |
| Lumbarda            | 1.209 | Lumbarda        |
| Mljet               | 1.062 | Babino Polje    |
| Orebić              | 3.705 | Orebić          |
| Pojezerje           | 0.943 | Otrić-Seoci     |
| Slivno              | 2.046 | Podgradina      |
| Smokvica            | 0.868 | Smokvica        |
| Ston                | 2.491 | Ston            |
| Trpanj              | 0.683 | Trpanj          |
| Vela Luka           | 3.772 | Vela Luka       |
| Zažablje            | 0.553 | Mlinište        |
| Župa dubrovačka     | 8.705 | Srebreno        |

## Infrastruktur
Im November 2005 wurden vorbereitende Arbeiten für die längste Brücke Kroatiens (2300 m) begonnen, die eine Umgehung des bosnisch-herzegowinischen Territoriums ermöglicht. Die Brücke führt von der Küste südöstlich von Ploče über den Meeresarm Neretva-Kanal (Neretvanski kanal) zur Halbinsel Pelješac.
Der Bau der Brücke wurde mehrmals unterbrochen, zuletzt im September 2011 mit nur wenig Budget wieder aufgenommen. Im Juli 2021 erfolgte die Fertigstellung der 550 Millionen Euro teuren Pelješac-Brücke. Die Verkehrsfreigabe war für Sommer 2022 geplant und die Brücke wurde am 26. Juli 2022 eröffnet.